# Hans Sack (Admiral)
Hans Sack (* 27. Juli 1848 in Düsseldorf; † 1924) war ein deutscher Seeoffizier und zuletzt Vizeadmiral der Kaiserlichen Marine, der zwischen 1894 und 1904 erster Chef des neu geschaffenen Waffenabteilung im Reichsmarineamt war.

## Leben

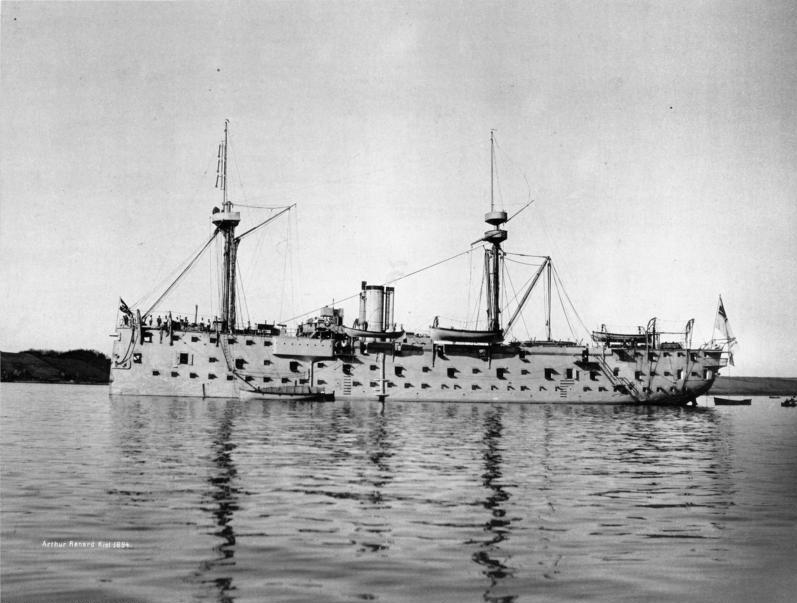
1882 fand Kapitänleutnant Sack Verwendung als Erster Offizier (I.O.) auf dem Artillerieschulschiff SMS Mars.

Hans Sack besuchte das Gymnasium Düsseldorf und trat am 24. April 1865 als Kadett in die Preußische Marine ein. 1866 wurde er Seekadett und 1868 zur weiteren Ausbildung an die Marineakademie Kiel abkommandiert, wo 1869 seine Beförderung zum Unterleutnant zur See erfolgte. Während des Deutsch-Französischen Krieges (19. Juli 1870 bis 10. Mai 1871) war er als Teil der Loireflottille in Orléans. Er wurde 1872 zum Leutnant zur See befördert und wurde im August 1875 als Nachfolger von Kapitänleutnant Albert von Seckendorff Kommandant der Sperber, ein Schiff der Jäger-Klasse, einer Klasse von insgesamt fünfzehn Dampfkanonenbooten II. Klasse. Er verblieb in dieser Verwendung bis Mai 1876 und wurde 1875 auch zum Kapitänleutnant befördert. Er war kurzzeitig Adjutant der Marinestation der Ostsee in Kiel und 1876 Mitglied der Preußischen Artilleriekommission in Berlin, woraufhin er zur Kaiserlichen Admiralität versetzt wurde. 1882 fand er Verwendung als Erster Offizier (I.O.) auf dem Artillerieschulschiff Mars.
Am 15. Mai 1883 kehrte er zur Kaiserlichen Admiralität zurück. Von 1884 bis 1886 war er als Korvettenkapitän hier im Dezernat VIIIb Konstruktion des Artillerie-Materials im Marine-Departement, dessen Direktor Konteradmiral Max von der Goltz war. Anschließend blieb er im Marine-Departement und am 1. April 1889 erfolgte mit seiner Kommandierung an das aus der Kaiserlichen Admiralität hervorgegangenen Reichsmarineamt in Berlin seine Beförderung zum Kapitän zur See. Im Reichsmarineamt war das Marine-Department in das Allgemeine Marinedepartement aufgegangen und Sack blieb auch in das neue Departement zugewiesen. Später war er hier Vorstand der Artillerie-Abteilung.
1894 wurde Kapitän zur See Hans Sack erster Chef der neu eingerichteten Waffenabteilung im Reichsmarineamt und bekleidete dieses Amt zehn Jahre lang von der Einrichtung bis 1904, woraufhin Kapitän zur See Adolf Goetz ihn ablöste. In dieser Verwendung wurde er mit Patent vom 6. Dezember 1897 zum Konteradmiral sowie mit Patent vom 1. November 1901 zum Vizeadmiral befördert. U. a. 1902 wurde ihm die Krone zum Roten Adlerorden Zweiter Klasse mit Eichenlaub verliehen. 1904 wurde er zur Disposition gestellt.
Obwohl er für den Front- und Seedienst von seinen Vorgesetzten bereits frühzeitig nicht positiv beurteilt wurde, entwickelte er sich im Laufe seiner Dienstzeit zu einem Fachmann für die Artillerie, der als unentbehrlich betrachtet wurde und letztlich bis zum Vizeadmiral befördert wurde.
Hans Sack war in seiner Funktion als Chef der Waffenabteilung Mitglied unterschiedlicher Aufsichtsräte waffentechnischer Unternehmen. So wurde er mit der Einrichtung der Friedrich Krupp AG Mitte Juni 1903 in den Aufsichtsrat bestellt und blieb darin bis zu seinem Tod. Er war auch im Aufsichtsrat der Deutschen Waffen- und Munitionsfabriken und der Pulverfabrik Rottweil. Im Juli 1913 wurde er durch den konservativen Türmer dafür kritisiert, da er als Vizeadmiral, der Pension erhielt, in Aufsichtsräten von Firmen saß, mit welchen er als aktiver Marineoffizier geschäftlich verbunden war.